# Grand Prix-wegrace der Naties 1985
De Grand Prix-wegrace der Naties 1985 was de vierde Grand Prix van wereldkampioenschap wegrace voor motorfietsen in het seizoen 1985. De races werden verreden op 25 en 26 mei 1985 op het Autodromo internazionale del Mugello in Scarperia e San Piero.

## Algemeen
De meeste klassen reden op zondag 26 mei, maar de 125cc-coureurs moesten al op zaterdag, tussen de trainingen door, hun race afwerken. Het was erg warm in Mugello, maar dat belette Freddie Spencer niet twee wedstrijden achter elkaar te winnen. 

## 500cc-klasse

### De training
Hoewel Cagiva bekend had gemaakt dat de nieuwe V-4 in Mugello zou debuteren, was het team niet aanwezig. Marco Lucchinelli had eerder met de machine getraind en de tijden vielen erg tegen. Tijdens de training viel Raymond Roche er hard af, waarbij zijn voet, die hij al in Zuid-Afrika geblesseerd had, nog erger beschadigd werd. Desondanks reed hij naar de tweede tijd, achter Freddie Spencer, maar voor zijn kopman Eddie Lawson. Thierry Espié, wiens frame door Alain Chevallier aan Randy Mamola was uitgeleend, kreeg van Serge Rosset een ELF-Honda, reed er de 33e tijd mee maar moest hem op last van HRC weer inleveren omdat er een fabrieksblok in lag. Roberto Gallina gaf Sito Pons toestemming om te trainen met de reservemotor van Wolfgang von Muralt. Dat was een Suzuki-productieracer, terwijl Gallina fabrieksracers had. Het ging hem dan ook niet om het motorblok, maar om het Bakker-frame dat Von Muralt gebruikte.

#### Trainingstijden
| Pos | Coureur            | Merk                      | Tijd    |
| --- | ------------------ | ------------------------- | ------- |
| 1.  | Freddie Spencer    | Rothmans-HRC-Honda        | 2"01'48 |
| 2.  | Raymond Roche      | Marlboro-Yamaha           | 2"01'67 |
| 3.  | Eddie Lawson       | Marlboro-Yamaha           | 2"02'11 |
| 4.  | Christian Sarron   | Gauloises-Sonauto-Yamaha  | 2"02'85 |
| 5.  | Wayne Gardner      | Rothmans-HRC-Honda-UK     | 2"03'14 |
| 6.  | Randy Mamola       | Rothmans-HRC-Honda        | 2"03'61 |
| 7.  | Ron Haslam         | Rothmans-HRC-Honda-UK     | 2"04'14 |
| 8.  | Rob McElnea        | Skoal Bandit-Heron-Suzuki | 2"04'26 |
| 9.  | Didier de Radiguès | ELF-Chevallier-HRC-Honda  | 2"04'32 |
| 10. | Franco Uncini      | HB-Gallina-Suzuki         | 2"04'34 |

### De race
Snelle starter "Rocket" Ron Haslam nam na de start de leiding, maar werd in de tweede ronde gepasseerd door Freddie Spencer, die meteen wegliep en niet meer in te halen bleek. Na tien ronden kon Spencer al wat rustiger gaan rijden om krachten te sparen voor de latere 250cc-race. De spanning in de race moest komen van de rijders áchter Spencer. Daar had Eddie Lawson na een slechte start moeite om Randy Mamola, Wayne Gardner, Ron Haslam en Christian Sarron te passeren. Toen dat gelukt was, was zijn achterstand op Spencer al zo groot dat het geen zin had verder aan te vallen. Haslam viel terug naar de zesde plaats, maar Mamola, Gardner en Sarron leverden een spannend gevecht om de derde plaats. 

#### Uitslag 500cc-klasse
| Pos | Coureur             | Merk                      | Ronden | Tijd      | Grid | Punten |
| --- | ------------------- | ------------------------- | ------ | --------- | ---- | ------ |
| 1   | Freddie Spencer     | Rothmans-HRC-Honda        | 27     | 55"42'72  | 1    | 15     |
| 2   | Eddie Lawson        | Marlboro-Yamaha           | 27     | +9'25     | 3    | 12     |
| 3   | Wayne Gardner       | Rothmans-HRC-Honda-UK     | 27     | +47'94    | 5    | 10     |
| 4   | Randy Mamola        | Rothmans-HRC-Honda        | 27     | +54'34    | 6    | 8      |
| 5   | Christian Sarron    | Gauloises-Sonauto-Yamaha  | 27     | +1"01'45  | 4    | 6      |
| 6   | Ron Haslam          | Rothmans-HRC-Honda-UK     | 27     | +1"13'42  | 7    | 5      |
| 7   | Raymond Roche       | Marlboro-Yamaha           | 27     | +1"17'99  | 2    | 4      |
| 8   | Franco Uncini       | HB-Gallina-Suzuki         | 27     | +1"20'82  | 10   | 3      |
| 9   | Rob McElnea         | Skoal Bandit-Heron-Suzuki | 27     | +1"50'66  | 8    | 2      |
| 10  | Didier de Radiguès  | ELF-Chevallier-HRC-Honda  | 27     | +2"12'64  | 9    | 1      |
| 11  | Mike Baldwin        | Honda                     | 26     | +1 ronde  | 17   |        |
| 12  | Fabio Biliotti      | Honda                     | 26     | +1 ronde  | 14   |        |
| 13  | Boet van Dulmen     | Bakker-Honda              | 26     | +1 ronde  | 13   |        |
| 14  | Dave Petersen       | Honda                     | 26     | +1 ronde  | 23   |        |
| 15  | Tadahiko Taira      | Yamaha                    | 26     | +1 ronde  | 12   |        |
| 16  | Christian Le Liard  | ELF-Chevallier-Honda      | 26     | +1 ronde  | 19   |        |
| 17  | Wolfgang von Muralt | Bakker-Suzuki             | 26     | +1 ronde  | 16   |        |
| 18  | Henk van der Mark   | SNRT-Honda                | 26     | +1 ronde  | 18   |        |
| 19  | Leandro Becheroni   | Suzuki                    | 26     | +1 ronde  | 21   |        |
| 20  | Marco Papa          | Suzuki                    | 26     | +1 ronde  | 20   |        |
| 21  | Karl Truchsess      | Honda                     | 26     | +1 ronde  | 22   |        |
| 22  | Gary Lingham        | Suzuki                    | 24     | +3 ronden | 32   |        |
| 23  | Andreas Leuthe      | Suzuki                    | 24     | +3 ronden | 34   |        |

#### Niet gefinisht
| Coureur          | Merk              | Ronden | Oorzaak | Grid |
| ---------------- | ----------------- | ------ | ------- | ---- |
| Paolo Ferretti   | Honda             | 19     |         | 29   |
| Eero Hyvärinen   | Honda             | 18     |         | 24   |
| Paolo Cipriani   | Suzuki            | 15     |         | 31   |
| Sito Pons        | HB-Gallina-Suzuki | 12     |         | 15   |
| Keith Huewen     | Honda             | 11     |         | 26   |
| Massimo Broccoli | Paton             | 7      |         | 25   |
| Roberto Balbi    | Suzuki            | 1      |         | 30   |
| Neil Robinson    | Suzuki            | 0      | Val     | 28   |

#### Niet gestart
| Coureur           | Merk               | Oorzaak         | Grid |
| ----------------- | ------------------ | --------------- | ---- |
| Takazumi Katayama | Rothmans-HRC-Honda | Blessure        | 11   |
| Armando Errico    | Honda              |                 | 27   |
| Thierry Espié     | ELF-Honda          | Geen motorfiets | 33   |

#### Niet deelgenomen
| Coureur           | Merk         | Oorzaak    |
| ----------------- | ------------ | ---------- |
| Gustav Reiner     | Bakker-Honda | Blessure   |
| Marco Lucchinelli | Cagiva       | Teambeleid |
| Virginio Ferrari  | Cagiva       | Teambeleid |

### Top tien tussenstand 500cc-klasse
| Pos. | Coureur            | Merk                      | Ptn. |
| ---- | ------------------ | ------------------------- | ---- |
| 1    | Freddie Spencer    | Rothmans-HRC-Honda        | 54   |
| 2    | Eddie Lawson       | Marlboro-Yamaha           | 47   |
| 3    | Christian Sarron   | Gauloises-Sonauto-Yamaha  | 36   |
| 4    | Wayne Gardner      | Rothmans-HRC-Honda-UK     | 33   |
| 5    | Ron Haslam         | Rothmans-HRC-Honda-UK     | 26   |
| 6    | Randy Mamola       | Rothmans-HRC-Honda        | 17   |
| 7    | Didier de Radiguès | ELF-Chevallier-HRC-Honda  | 16   |
| 8    | Raymond Roche      | Marlboro-Yamaha           | 10   |
| 9    | Sito Pons          | HB-Gallina-Suzuki         | 7    |
| 10   | Mike Baldwin       | Honda                     | 6    |
| 10   | Rob McElnea        | Skoal Bandit-Heron-Suzuki | 6    |

## 250cc-klasse

### De training
Toen Martin Wimmer op het allerlaatste moment van de training de snelste tijd had gereden, meldde hij dat het circuit wel een slagveld leek: overal lagen motoren in de berm. Inderdaad waren er bij de 250cc-rijders veel valpartijen, waaronder die van Toni Mang, Gary Noel (gebroken schouder), Maurizio Vitali, August Auinger en Philippe Pagano, die daarbij een vinger brak. Het team van Parisienne verwisselde de coureurs en hun motorfietsen: de productie-Parisienne-Honda RS 250 R ging van Pierre Bolle naar Jacques Cornu en de door Jorg Möller ontwikkelde Bakker-Parisienne omgekeerd. Dat had te maken met het feit dat Cornu nog niet helemaal fit was. 

#### Trainingstijden
| Pos | Coureur           | Merk               | Tijd    |
| --- | ----------------- | ------------------ | ------- |
| 1.  | Martin Wimmer     | Mitsui-Yamaha      | 2"04'60 |
| 2.  | Freddie Spencer   | Rothmans-HRC-Honda | 2"04'96 |
| 3.  | Carlos Lavado     | Venemotos-Yamaha   | 2"05'05 |
| 4.  | Fausto Ricci      | Rothmans-HRC-Honda | 2"05'58 |
| 5.  | August Auinger    | Bartol             | 2"05'76 |
| 6.  | Toni Mang         | Marlboro-HRC-Honda | 2"06'21 |
| 7.  | Maurizio Vitali   | Garelli            | 2"06'32 |
| 8.  | Loris Reggiani    | Aprilia-Rotax      | 2"06'58 |
| 9.  | Luis Miguel Reyes | JJ Cobas-Rotax     | 2"06'90 |
| 10. | Erich Klein       | Rotax              | 2"06'94 |

### De race
Na zijn gewonnen 500-race en de huldiging stond Freddie Spencer met een frisse overall en helm op de tweede startplaats van de 250cc-klasse. Martin Wimmer stond op poleposition, maar had eigenlijk voor de start zijn kansen al verspeeld. Tijdens de opwarmronde had hij zijn koppeling te veel laten slippen waardoor ze verbrand was en na twee ronden moest hij opgeven. In het begin van de race gingen Carlos Lavado en Fausto Ricci aan de leiding, terwijl Spencer slechts twaalfde was. Na vijf ronden lag Spencer al op de derde plaats en na negen ronden was hij tweede achter Lavado, die een kleine voorsprong had. Toen Spencer hem eenmaal bereikt had bleef hij enkele ronden achter Lavado rijden, maar in de zeventiende ronde nam hij de leiding over om ten slotte met drie seconden voorsprong zijn tweede race van de dag te winnen. 

#### Uitslag 250cc-klasse
| Pos | Coureur                | Merk               | Tijd      | Grid | Punten |
| --- | ---------------------- | ------------------ | --------- | ---- | ------ |
| 1   | Freddie Spencer        | Rothmans-HRC-Honda | 42"29'96  | 2    | 15     |
| 2   | Carlos Lavado          | Venemotos-Yamaha   | +2'80     | 3    | 12     |
| 3   | Fausto Ricci           | Rothmans-HRC-Honda | +32'90    | 4    | 10     |
| 4   | Loris Reggiani         | Aprilia-Rotax      | +36'03    | 8    | 8      |
| 5   | Toni Mang              | Marlboro-HRC-Honda | +36'29    | 6    | 6      |
| 6   | Roland Freymond        | Yamaha             | +59'67    | 17   | 5      |
| 7   | Jacques Cornu          | Parisienne-Honda   | +59'91    | 21   | 4      |
| 8   | Reinhold Roth          | Juchem-Yamaha      | +1"00'04  | 18   | 3      |
| 9   | Alan Carter            | Honda              | +1"01'74  | 19   | 2      |
| 10  | Pierre Bolle           | Bakker-Parisienne  | +1"07'67  | 13   | 1      |
| 11  | Juan Garriga           | JJ Cobas-Rotax     | +1"19'81  | 26   |        |
| 12  | Harald Eckl            | Juchem-Yamaha      | +1"27'72  | 25   |        |
| 13  | Massimo Matteoni       | Honda              | +1"27'72  | 31   |        |
| 14  | Thierry Rapicault      | Yamaha             | +1"28'90  | 15   |        |
| 15  | Dominique Sarron       | Rothmans-Honda     | +1"29'58  | 27   |        |
| 16  | Iván Palazzese         | Venemotos-Yamaha   | +1"30'00  | 35   |        |
| 17  | Antonio Neto           | JJ Cobas-Rotax     | +1"30'07  | 32   |        |
| 18  | Siegfried Minich       | Yamaha             | +1"43'16  | 16   |        |
| 19  | Karl-Thomas Grässel    | Honda              | +1"51'29  | 33   |        |
| 20  | Jean-Louis Guignabodet | MIG-Rotax          | +1"54'74  | 34   |        |
| 21  | René Delaby            | Rotax              | +1 ronde  | 36   |        |
| 22  | Gabriel Grabia         | Yamaha             | +1 ronde  | 38   |        |
| 23  | Marcellino Lucchi      | Malanca            | +2 ronden | 22   |        |

#### Niet gefinisht
| Coureur              | Merk                        | Oorzaak   | Grid |
| -------------------- | --------------------------- | --------- | ---- |
| August Auinger       | Bartol                      | Accu      | 5    |
| Carlos Cardús        | JJ Cobas-Rotax              | Val       | 11   |
| Stefano Caracchi     | Malanca                     |           | 20   |
| Geoff Fowler         | Arbizu                      |           | 30   |
| Antonio García       | JJ Cobas-Rotax              |           | 28   |
| Niall Mackenzie      | Silverstone-Armstrong-Rotax |           | 14   |
| Jean-Michel Mattioli | Yamaha                      |           | 24   |
| Donnie McLeod        | Silverstone-Armstrong-Rotax |           | 12   |
| Luis Miguel Reyes    | JJ Cobas-Rotax              | Val       | 9    |
| Maurizio Vitali      | Garelli                     | Val       | 7    |
| Martin Wimmer        | Mitsui-Yamaha               | Koppeling | 1    |
| Erich Klein          | Rotax                       |           | 10   |

#### Niet gekwalificeerd
| Coureur            | Merk              |
| ------------------ | ----------------- |
| Jean Foray         | Chevallier-Yamaha |
| Fabio Marcaccini   | Yamaha            |
| Davide Tardozzi    | MBA               |
| Jean-Luc Guillemet | Yamaha            |
| Michel Galbit      | Yamaha            |
| Vincenzo Cascino   | JJ Cobas-Rotax    |
| Andy Watts         | EMC-Rotax         |
| Patrick Fernandez  | JJ Cobas-Rotax    |
| Gianfranco Singer  | Ametoli           |
| Philippe Pagano    | Yamaha            |
| Hubert Abold       | Honda             |
| Éric Saul          | Parenti           |
| Hans Becker        | Yamaha            |

#### Niet deelgenomen
| Coureur             | Merk              | Oorzaak    |
| ------------------- | ----------------- | ---------- |
| Stéphane Mertens    | Yamaha            | Blessure   |
| Manfred Herweh      | Bakker-Real-Rotax | Blessure   |
| Mario Rademeyer     | Yamaha            | Blessure   |
| Jean-François Baldé | Pernod            | Teambeleid |
| Jacky Onda          | Pernod            | Teambeleid |
| Ángel Nieto         | Garelli           | Blessure   |

### Top tien tussenstand 250cc-klasse
| Pos. | Coureur         | Merk               | Ptn. |
| ---- | --------------- | ------------------ | ---- |
| 1    | Freddie Spencer | Rothmans-HRC-Honda | 44   |
| 2    | Toni Mang       | Marlboro-HRC-Honda | 38   |
| 3    | Carlos Lavado   | Venemotos-Yamaha   | 35   |
| 4    | Martin Wimmer   | Mitsui-Yamaha      | 33   |
| 5    | Alan Carter     | Honda / HRC-Honda  | 18   |
| 6    | Fausto Ricci    | Rothmans-HRC-Honda | 12   |
| 7    | Carlos Cardús   | JJ Cobas-Rotax     | 11   |
| 8    | Mario Rademeyer | Yamaha             | 10   |
| 8    | Loris Reggiani  | Aprilia-Rotax      | 10   |
| 10   | Reinhold Roth   | Juchem-Yamaha      | 9    |

## 125cc-klasse

### De training

#### Trainingstijden
| Pos | Coureur            | Merk        | Tijd    |
| --- | ------------------ | ----------- | ------- |
| 1.  | August Auinger     | Bartol-MBA  | 2"90'86 |
| 2.  | Fausto Gresini     | FMI-Garelli | 2"10'66 |
| 3.  | Luca Cadalora      | MBA         | 2"10'89 |
| 4.  | Pier Paolo Bianchi | MBA         | 2"11'07 |
| 5.  | Ezio Gianola       | FMI-Garelli | 2"11'75 |
| 6.  | Bruno Kneubühler   | LCR-MBA     | 2"12'51 |
| 7.  | Domenico Brigaglia | MBA         | 2"12'99 |
| 8.  | Jean-Claude Selini | MBA         | 2"13'68 |
| 9.  | Lucio Pietroniro   | MBA         | 2"13'78 |
| 10. | Giuseppe Ascareggi | MBA         | 2"14'11 |

### De race
Na zijn overwinning in de GP van Duitsland ging August Auinger nu meteen na de start in de slag met Fausto Gresini, Pier Paolo Bianchi en Bruno Kneubühler. Bianchi nam echter de leiding terwijl Gresini al in de eerste ronde in de fout ging en viel. Auinger viel in de vijfde ronde ook. Intussen waren Ezio Gianola en Luca Cadalora aan een inhaalrace bezig. Gianola zag zijn inspanningen beloond met de tweede plaats, maar Cadalora kwam op spectaculaire wijze ten val. Kneubühler kon zich goed weren tegen Bianchi, maar moest stoppen om een stuk plakband uit een van de carburateurs te verwijderen. Hij kon toch nog - achter Lucio Pietroniro - vierde worden. Pietroniro had wat geluk nodig om derde te worden; Giuseppe Ascareggi viel met een lege tank stil. Van de 38 starters kwamen er slechts 14 aan de finish.

#### Uitslag 125cc-klasse
| Pos | Coureur            | Merk        | Tijd     | Grid | Punten |
| --- | ------------------ | ----------- | -------- | ---- | ------ |
| 1   | Pier Paolo Bianchi | MBA         | 44"18'17 | 4    | 15     |
| 2   | Ezio Gianola       | FMI-Garelli | +16'73   | 5    | 12     |
| 3   | Lucio Pietroniro   | MBA         | +27'69   | 9    | 10     |
| 4   | Bruno Kneubühler   | LCR-MBA     | +49'40   | 6    | 8      |
| 5   | Jean-Claude Selini | MBA         | +49'48   | 8    | 6      |
| 6   | Johnny Wickström   | MBA         | +53'26   | 19   | 5      |
| 7   | Jussi Hautaniemi   | MBA         | +1"09'39 | 14   | 4      |
| 8   | Andres Sánchez     | MBA         | +1"15'30 | 29   | 3      |
| 9   | Jakcy Hutteau      | MBA         | +1"43'25 | 20   | 2      |
| 10  | Michel Escudier    | MBA         | +1"57'66 | 25   | 1      |
| 11  | Willy Pérez        | MBA         | +2"13'57 | 17   |        |
| 12  | Boy van Erp        | MBA         | +1 ronde | 28   |        |
| 13  | Willy Hupperich    | Seel-MBA    | +1 ronde | 24   |        |
| 14  | Peter Balaz        | MBA         | +1 ronde | 31   |        |

#### Niet gefinisht
| Coureur            | Merk        | Oorzaak         | Grid |
| ------------------ | ----------- | --------------- | ---- |
| August Auinger     | Bartol-MBA  | Val             | 1    |
| Fausto Gresini     | FMI-Garelli | Val             | 2    |
| Luca Cadalora      | MBA         | Val             | 3    |
| Domenico Brigaglia | MBA         |                 | 7    |
| Giuseppe Ascareggi | MBA         | Brandstoftekort | 10   |
| Mike Leitner       | MBA         |                 | 11   |
| Alfred Waibel      | MBA         |                 | 12   |
| Thierry Feuz       | MBA         |                 | 13   |
| Ian McConnachie    | Krauser     |                 | 15   |
| Esa Kytölä         | MBA         |                 | 16   |
| Olivier Liégeois   | MBA         |                 | 18   |
| Anton Straver      | MBA         |                 | 21   |
| Robin Appleyard    | MBA         |                 | 22   |
| Fernando Gonzalez  | MBA         |                 | 23   |
| Norbert Peschke    | MBA         |                 | 26   |
| Steve Mason        | MBA         |                 | 27   |
| Helmut Lichtenberg | MBA         |                 | 30   |
| Robert Hmeljak     | MBA         |                 | 32   |
| Wilhelm Lücke      | MBA         |                 | 33   |
| Christoph Bürki    | MBA         |                 | 34   |
| Fabio Meozzi       | MBA         |                 | 35   |
| Bady Hassaine      | MBA         |                 | 36   |

### Top tien tussenstand 125cc-klasse
| Pos. | Coureur            | Merk        | Ptn. |
| ---- | ------------------ | ----------- | ---- |
| 1    | Pier Paolo Bianchi | MBA         | 40   |
| 2    | Fausto Gresini     | FMI-Garelli | 24   |
| 3    | Ezio Gianola       | FMI-Garelli | 20   |
| 4    | Domenico Brigaglia | MBA         | 18   |
| 5    | Bruno Kneubühler   | LCR-MBA     | 17   |
| 6    | August Auinger     | Bartol-MBA  | 15   |
| 7    | Jean-Claude Selini | MBA         | 12   |
| 8    | Johnny Wickström   | MBA         | 10   |
| 8    | Lucio Pietroniro   | MBA         | 10   |
| 10   | Alfred Waibel      | MBA         | 6    |

## 80cc-klasse

### De training

#### Trainingstijden
| Pos | Coureur           | Merk       | Tijd    |
| --- | ----------------- | ---------- | ------- |
| 1.  | Stefan Dörflinger | Krauser    | 2"14'98 |
| 2.  | Jorge Martínez    | Derbi      | 2"16'66 |
| 3.  | Manuel Herreros   | Derbi      | 2"17'96 |
| 4.  | Gerd Kafka        | Seel       | 2"19'23 |
| 5.  | Ian McConnachie   | Krauser    | 2"19'50 |
| 6.  | Bruno Casanova    | Lusuardi   | 2"19'61 |
| 7.  | Theo Timmer       | HuVo-Casal | 2"19'88 |
| 8.  | Juan Ramön Bolart | Autisa     | 2"20'65 |
| 9.  | Gerhard Waibel    | Real-Seel  | 2"21'10 |
| 10. | Hans Spaan        | HuVo-Casal | 2"21'27 |

### De race
Na de start van de 80cc-race in Italië nam Theo Timmer de leiding, maar al snel moest hij het hoofd buigen voor Stefan Dörflinger en Jorge Martínez. Timmer ging in gevecht om de derde plaats met Gerd Kafka, Bruno Casanova, Gerhard Waibel en Ian McConnachie. Kafka riskeerde te veel en viel, terwijl Waibel in de pit stopte. Timmer viel ook terwijl hij op de derde plaats lag. Intussen nam Martínez afstand van Dörflinger, die vermogen verloor door een gescheurde uitlaat. Dat gaf Manuel Herreros de kans om zijn Derbi naar de tweede plaats te sturen. 

#### Uitslag 80cc-klasse
| Pos | Coureur             | Merk           | Tijd     | Grid | Punten |
| --- | ------------------- | -------------- | -------- | ---- | ------ |
| 1   | Jorge Martínez      | Derbi          | 37"13'70 | 2    | 15     |
| 2   | Manuel Herreros     | Derbi          | +6'53    | 3    | 12     |
| 3   | Stefan Dörflinger   | Krauser        | +6'53    | 1    | 10     |
| 4   | Ian McConnachie     | Krauser        | +11'72   | 5    | 8      |
| 5   | Paul Rimmelzwaan    | Harmsen        | +1"02'56 | 11   | 6      |
| 6   | Juan Ramön Bolart   | Autisa         | +1"42'19 | 8    | 5      |
| 7   | Jean-Marc Velay     | GMV-Casal      | +1"51'69 | 21   | 4      |
| 8   | Giuliano Tabanelli  | BBFT           | +1"51'69 | 26   | 3      |
| 9   | Jaimie Lodge        | Krauser        | +1 ronde | 20   | 2      |
| 10  | Günter Schirnhofer  | Krauser        | +1 ronde | 15   | 1      |
| 11  | Serge Julin         | Bakker-Casal   | +1 ronde | 25   |        |
| 12  | Vittorio Sblendorio | Mancini        | +1 ronde | 16   |        |
| 13  | Salvatore Milano    | Casal          | +1 ronde | 22   |        |
| 14  | Steve Mason         | MBA            | +1 ronde | 19   |        |
| 15  | Johann Auer         | Eberhardt      | +1 ronde | 33   |        |
| 16  | Nicola Casadei      | Casal          | +1 ronde | 23   |        |
| 17  | Bernd Rossbach      | HuVo-Casal     | +1 ronde | 31   |        |
| 18  | Joachim Gali        | Derbi          | +1 ronde | 35   |        |
| 19  | Massimo Fargeri     | RB             | +1 ronde | 24   |        |
| 20  | Richard Bay         | Rupp-Maico     | +1 ronde | 17   |        |
| 21  | Thomas Engl         | Esch           | +1 ronde | 34   |        |
| 22  | Herri Torrontegui   | JJ Cobas-Rotax | +1 ronde | 37   |        |
| 23  | Pasquale Buonfante  | Garelli        | +1 ronde | 30   |        |
| 24  | Hans Koopman        | Ziegler        | +1 ronde | 18   |        |

#### Niet gefinisht
| Coureur             | Merk       | Oorzaak    | Grid |
| ------------------- | ---------- | ---------- | ---- |
| Gerd Kafka          | Seel       | Val        | 4    |
| Bruno Casanova      | Lusuardi   |            | 6    |
| Theo Timmer         | HuVo-Casal | Val        | 7    |
| Gerhard Waibel      | Real-Seel  | Opgave     | 9    |
| Reinhard Koberstein | Seel       |            | 12   |
| Henk van Kessel     | HuVo-Casal | Carburatie | 13   |
| Alois Pavlic        | Seel       |            | 14   |
| Paolo Priori        | Lusuardi   |            | 27   |
| Ramon Gali          | Bultaco    |            | 28   |
| Mario Stocco        | Unimoto    |            | 29   |
| Domingo Gil Blanco  | Autisa     |            | 32   |
| Thomas Engl         | Esch       |            | 34   |
| Chris Baert         | Eberhardt  |            | 36   |

#### Niet gestart
| Coureur    | Merk       | Oorzaak  | Grid |
| ---------- | ---------- | -------- | ---- |
| Hans Spaan | HuVo-Casal | Blessure | 10   |

### Top tien tussenstand 80cc-klasse
| Pos. | Coureur           | Merk                 | Ptn. |
| ---- | ----------------- | -------------------- | ---- |
| 1    | Stefan Dörflinger | Krauser              | 37   |
| 2    | Jorge Martínez    | Derbi                | 30   |
| 3    | Manuel Herreros   | Derbi                | 22   |
| 4    | Gerd Kafka        | Seel                 | 18   |
| 5    | Gerhard Waibel    | Real-Seel            | 17   |
| 6    | Ian McConnachie   | HuVo-Casal / Krauser | 16   |
| 7    | Paul Rimmelzwaan  | Harmsen              | 10   |
| 8    | Theo Timmer       | HuVo-Casal           | 9    |
| 9    | Jean-Marc Velay   | GMV-Casal            | 6    |
| 9    | Stefan Prein      | HuVo-Casal           | 6    |

1922 · 1923 · 1924 · 1925 · 1926 · 1927 · 1928 · 1929 · 1930 · 1931 · 1932 · 1933 · 1934 · 1935 · 1936 · 1937 · 1938 · 1939 · 1947 · 1948 · 1949 · 1950 · 1951 · 1952 · 1953 · 1954 · 1955 · 1956 · 1957 · 1958 · 1959 · 1960 · 1961 · 1962 · 1963 · 1964 · 1965 · 1966 · 1967 · 1968 · 1969 · 1970 · 1971 · 1972 · 1973 · 1974 · 1975 · 1976 · 1977 · 1978 · 1979 · 1980 · 1981 · 1982 · 1983 · 1984 · 1985 · 1986 · 1987 · 1988 · 1989 · 1990